# 6522 Aci
Aci (asteróide 6522) é um asteróide da cintura principal, a 1,912469 UA. Possui uma excentricidade de 0,1982218 e um período orbital de 1 345,54 dias (3,68 anos).
Aci tem uma velocidade orbital média de 19,28513382 km/s e uma inclinação de 22,12318º.
Este asteróide foi descoberto em 9 de Julho de 1991 por Eleanor Helin.